# Willy Wonka & the Chocolate Factory
Willy Wonka & the Chocolate Factory is een Amerikaanse muziekfilm uit 1971, gebaseerd op het boek Sjakie en de chocoladefabriek van Roald Dahl. De hoofdrol wordt vertolkt door Gene Wilder. Regie is in handen van Mel Stuart.

## Verhaal
De film draait om Charlie Bucket, een jongen uit een arm gezin. Hij woont met zijn moeder en vier grootouders in een klein huisje. Zijn moeder werkt in een wasserij, terwijl Charlie een krantenwijk heeft. In dezelfde stad waar Charlie woont staat ook de wereldberoemde chocoladefabriek van Willy Wonka, de beste producent van snoepwaren ter wereld. De fabriek is echter al jaren gesloten voor buitenstaanders.
Dan blijkt dat Willy Wonka een wedstrijd organiseert die mensen de kans geeft zijn fabriek te mogen bezoeken. Hij heeft in vijf chocoladerepen een gouden toegangskaart verborgen. De winnaar krijgt niet alleen een rondleiding in de fabriek, maar ook een levenslange voorraad chocola.
De eerste vier kaarten worden snel gevonden door respectievelijk Augustus Gloop, Veruca Salt, Violet Beauregarde en Mike Teavee, allemaal verwende kinderen. De vijfde kaart lijkt te worden gevonden door een miljonair. Charlie kan zich geen chocoladerepen permitteren, tot hij op een dag geld vindt op straat. Hiervan koopt hij twee Wonkarepen. Net op het moment dat bekend wordt dat het kaartje van de miljonair een vervalsing is, vindt Charlie in de gekochte Wonkareep de echte vijfde toegangskaart. Kort na zijn vondst wordt Charlie aangesproken door een man die zich voorstelt als Arthur Slugworth, een concurrent van Willy Wonka. Hij heeft lucht gekregen van Wonka's nieuwste uitvinding, de "eeuwigdurende toverbal" (Everlasting Gobstopper), een toverbal die nooit zijn smaak verliest of opraakt. Hij wil dat Charlie er een voor hem bemachtigt (in ruil voor veel geld) tijdens de rondleiding zodat hij de formule kan achterhalen en ze zelf ook kan gaan produceren. Hij heeft hetzelfde gevraagd aan alle andere kinderen.
Charlie's opa Joe gaat met hem mee als begeleider. De tour door de fabriek overtreft ieders verwachtingen, vooral daar Wonka van de fabriek zijn eigen soort paradijs heeft gemaakt. Wonka geeft elk van de kinderen een van zijn eeuwigdurende toverballen om uit te proberen, met het verzoek dat ze deze nooit aan iemand mogen geven.
Op Charlie na krijgen echter alle kinderen een ongeluk, wat direct het gevolg is van hun ongehoorzame gedrag. Augustus valt in de chocoladerivier en wordt door een van de pijpleidingen opgezogen. Violet eet, tegen Wonka's advies, een nog ongetest prototype van een maaltijdkauwgum en verandert door een fout in de productie in een menselijke bosbes. Veruca wil koste wat het kost een van Wonka's ganzen die gouden eieren kunnen leggen, maar belandt wanneer ze er een wil pakken in het afvalgat voor de rotte eieren. Mike probeert Wonka's machine om chocola per televisie te verzenden uit op zichzelf en krimpt tot het formaat van een paar centimeter.
Charlie en opa Joe komen echter ook in de verleiding tijdens de rondleiding. Ze drinken van een frisdrank die ervoor zorgt dat ze gaan zweven en belanden zo bijna in een ventilator. Ze komen echter met de schrik vrij. Wonka lijkt eerst niets te hebben gemerkt van dit incident, maar aan het eind van de rondleiding (wanneer Charlie als enige over is) onthult hij dat hij het wel degelijk heeft gezien. Als straf wil hij Charlie niet de beloofde voorraad chocola geven. Opa Joe is razend en wil Charlie's eeuwigdurende toverbal aan Arthur Slugworth geven. Charlie kan het echter niet aan om Wonka te verraden en geeft de toverbal terug. Hierop onthult Willy Wonka dat Charlie geslaagd is voor de test. Arthur Slugworth komt Wonka's kantoor binnen en blijkt in werkelijkheid een acteur te zijn die door Wonka was ingehuurd. Wonka wilde blijkbaar de vijf kinderen testen op hun eerlijkheid door hun een toverbal te geven en te zien hoeveel van hen deze toverbal daadwerkelijk aan zijn "concurrent" zouden geven.
Nu Charlie is geslaagd onthult Wonka de ware reden voor de rondleiding. Hij is op zoek naar een opvolger die de fabriek kan overnemen als hij zelf met pensioen gaat. Charlie is volgens hem de geschikte kandidaat. Op het eind van de film vliegen Charlie, Joe en Wonka met de Wonkavator, een speciaal voertuig dat kan vliegen, naar Charlie's huis om de rest van Charlie's familie te halen.

## Rolverdeling
| Acteur            | Personage                      |
| ----------------- | ------------------------------ |
| Gene Wilder       | Mr. Willy Wonka                |
| Jack Albertson    | Grandpa Joe                    |
| Peter Ostrum      | Charlie Bucket                 |
| Julie Dawn Cole   | Veruca Salt                    |
| Paris Themmen     | Mike Teevee                    |
| Denise Nickerson  | Violet Beauregarde             |
| Diana Sowle       | Mrs. Bucket                    |
| Dodo Denney       | Mrs. Teevee                    |
| Michael Bollner   | Augustus Gloop                 |
| Leonard Stone     | Mr. Beauregarde                |
| Roy Kinnear       | Mr. Salt                       |
| Ursula Reit       | Mrs. Gloop                     |
| Gunter Meisner    | Arthur Slugworth/Mr. Wilkinson |
| Aubrey Woods      | Bill                           |
| David Battley     | Mr. Turkentine                 |
| Peter Capell      | Tinker                         |
| Werner Heyking    | Mr. Jopeck                     |
| Peter Stuart      | Winkelmann                     |
| Tim Brooke Taylor | Computer Man                   |

De Oempa-Loempa's werden gespeeld door acteurs met dwerggroei aangezien in 1971 de special effects nog niet gevorderd genoeg waren om dit bij normale acteurs te simuleren (om die reden werden de nelwyns uit Willow eveneens gespeeld door acteurs met dwerggroei). Om dezelfde reden werden de eekhoorns in de notenkamer vervangen door ganzen met gouden eieren.

## Achtergrond

### Voorproductie
Het idee voor een verfilming van Roald Dahls boek kwam van Mel Stuarts dochter, die haar vader na het lezen van het boek vroeg er een film van te maken met "oom Dave" (David L. Wolper) als producer. Stuart toonde het boek aan Wolper, die op dat moment in bespreking was met de Quaker Oats Company over een geschikte reclame voor het introduceren van een nieuw snoepgoed. Wolper overtuigde Quaker Oats om de filmrechten op het boek te kopen en de film te financieren ter promotie van deze nieuwe Quaker Oats Wonka Bar.
Er werd besloten van de film een kindermusical te maken, en dat Roald Dahl zelf het scenario zou schrijven. De titel van het verhaal werd echter aangepast naar Willy Wonka and the Chocolate Factory om beter aan te sluiten bij het snoepgoed dat in de film gepromoot zou worden, en omdat in de Verenigde Staten (die toen betrokken waren bij de Vietnamoorlog) Charlie een spottende bijnaam was voor de Viet Cong.
Roald Dahl drong erop aan dat Spike Milligan de rol van Willy Wonka zou krijgen, maar dit werd geweigerd. zijn tweede keuze was Ron Moody, maar die wilde niet meewerken aan de film. Ook Jon Pertwee wees de rol af. Audities voor de rol van Willy Wonka werden gedurende een week gehouden in het Plaza Hotel in New York, waarna Gene Wilder uiteindelijk de rol kreeg. Voor de overige rollen werden audities gehouden in New York, Londen en München.

### Opnames

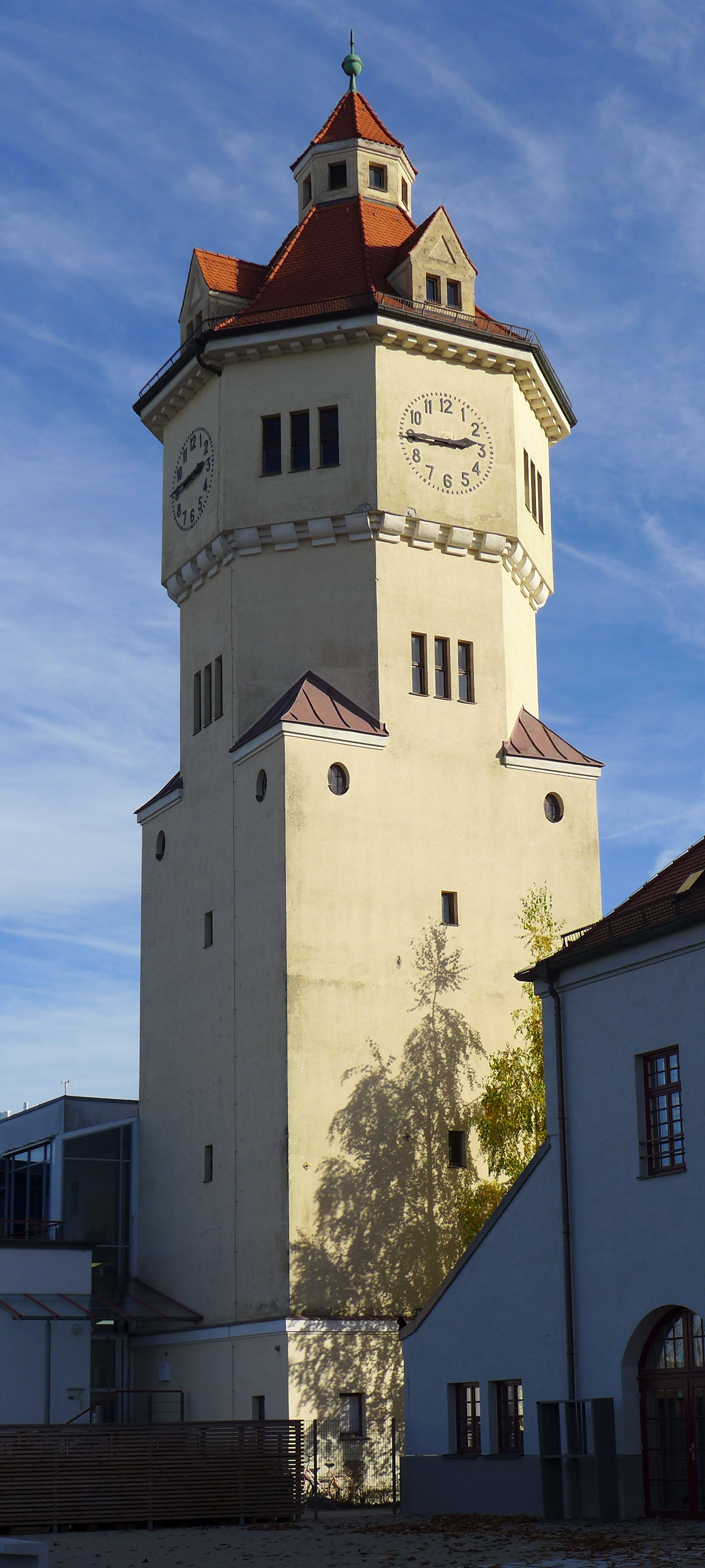
De watertoren op het voormalige terrein van de gasfabriek in München, zichtbaar bij de buitenscènes bij de fabriek.

De opnames vonden plaats van 31 augustus tot 19 november 1970. De opnames vonden vooral plaats in München omdat daar filmen goedkoper was dan in de Verenigde Staten, en omdat de omgeving beter aansloot bij de omschrijving van Wonka's fabriek in het boek. De buitenscènes bij de fabriek werden opgenomen bij de gasfabriek in München. De slotscène voor de vliegende lift werd gefilmd boven Nördlingen.

### Verschillen met het boek
- In de film is Charlie's vader overleden. In het boek leeft hij nog.
- In de film zijn de eekhoorns die voor Willy Wonka noten kraken vervangen door ganzen die gouden eieren leggen.
- In de film mag slechts één volwassene mee met de rondleiding, in het boek twee.
- De plot rondom de eeuwigdurende toverbal komt in het boek niet voor.
- De scène waarin Charlie en Joe van de frisdrank drinken komt eveneens in het boek niet voor. Wel vertelt Willy Wonka dat hij de frisdrank had uitgevonden en getest op Oempa-Loempa's. Eentje, een oudere Oempa-Loempa, was weggezweefd en niet meer teruggekomen, waarschijnlijk omdat je moet boeren om te dalen en hij boeren onbeleefd vond.

### Ontvangst
Willy Wonka kwam uit op 30 juni 1971, en werd overwegend positief ontvangen. De film kreeg onder andere positieve kritieken van Roger Ebert. Desondanks viel de opbrengst tegen, mede doordat de film vooraf nauwelijks gepromoot was.
Roald Dahl zelf was echter teleurgesteld over de film. De plot rondom de eeuwigdurende toverbal en de scène met de frisdrank waren afwijkingen van zijn boek die bij hem in het verkeerde keelgat schoten. Hij weigerde dan ook de filmrechten op  Sjakie en de grote glazen lift, het vervolg op Sjakie en de chocoladefabriek, te verkopen. Paramount Pictures besloot de distributiedeal voor de film niet te vernieuwen na de eerste uitgave. In 1977 verkocht Quaker Oats zijn rechten op de film aan Warner Bros. voor 500.000 dollar.
Midden jaren 80 beleefde de film een heropleving qua populariteit, mede omdat de film toen regelmatig op televisie te zien was en de film in december 1984 op video werd uitgebracht (VHS, Betamax en Video 2000). In 1996 verscheen de film op Laserdisc, in 1997 op DVD, op 28 augustus 2001 als geremasterde, 30th Anniversary  Special Edition op DVD, op 16 november 2010 op blu-ray en t.g.v. het 50 jarig jubileum na het uitbrengen van de film, op 29 juni 2021 op 4K UHD+ blu-ray.

### Muziek
De filmmuziek werd gecomponeerd door Leslie Bricusse en Anthony Newley. De regie voor de muziek was in handen van Walter Scharf. De film bevat de volgende nummers:
1. "Main Title" – Instrumentale versies van "(I've Got A) Golden Ticket" en "Pure Imagination"
2. The candy man - Aubrey Woods
3. Cheer Up, Charlie - Diana Sowle
4. (I've Got a) Golden Ticket - Jack Albertson en Peter Ostrum
5. Pure Imagination - Gene Wilder
6. Oompa Loompa, Doompa-Dee-Do - The Oompa Loompas
7. The Wondrous Boat Ride - Gene Wilder
8. I Want It Now! - Julie Dawn Cole
9. The Rowing Song - Gene Wilder
10. Ach, so fromm (ook bekend als "M'appari", uit Martha) - Gene Wilder

## Prijzen en nominaties
In 1972 werd Willy Wonka & the Chocolate Factory genomineerd voor twee prijzen, maar won geen van beide:
- De Academy Award voor beste muziek.
- De Golden Globe voor beste acteur in een komische film (Gene Wilder).